# 吉祥寺二葉栄養調理専門職学校
吉祥寺二葉栄養調理専門職学校（きちじょうじふたばえいようちょうりせんもんしょくがっこう）とは東京都武蔵野市吉祥寺本町にある私立の専門学校。運営は学校法人二葉総合学園、理事長は手嶋達也。略称は「二葉」。姉妹校は吉祥寺二葉製菓専門職学校、二葉ファッションアカデミー（2023年3月閉校）（いずれも専門学校）。
2022年4月に法人名・学校名変更。

## 設置学科
- 管理栄養士科（昼間 4年制）
- 栄養士科（昼間 2年制）
- 調理師科（昼間 1年制）

## 沿革
- 1937年（昭和12年） - 武蔵野市吉祥寺に二葉服飾専門学校を設立。
- 1963年（昭和38年） - 学校法人古屋学園設立。
- 1968年（昭和43年） - 二葉調理師専門学校開設。
- 1973年（昭和48年） - 二葉栄養専門学校開設。
- 1975年（昭和50年） - 二葉栄養専門学校、栄養士科・調理師科及び校名変更。
- 1976年（昭和51年） - 学校教育法一部改正により、専修学校として認可される。
- 2002年（平成14年） - 管理栄養士学科開設。
- 2006年（平成18年） - 栄養教諭1種認可。
- 2022年（令和 4年） - 法人名を二葉総合学園に、学校名を吉祥寺二葉栄養調理専門職学校に変更。